# Megawati Sukarnoputri
Dyah Permata Megawati Setyawati Soekarnoputri (o Sukarnoputri) (Yogyakarta 23 de enero de 1947) fue la quinta presidente de Indonesia de 2001 a 2004. Ha sido la primera mujer presidente en Indonesia, y hasta la fecha la única mujer en ostentar el cargo.

## Trayectoria
Megawati Sukarnoputri es hija del primer presidente de Indonesia, Sukarno.
Tras el golpe de Estado que derrocó a su padre en 1967, la familia continuó viviendo en Indonesia, donde Megawati se mantuvo alejada de la política por muchos años. En 1986 su padre recibe el título de Héroe por parte de Suharto, y los seguidores del expresidente logran el permiso para fundar su propio partido político el Partido Democrático Indonesio (PDI, por sus siglas en inglés). Entonces los líderes del nuevo partido logran convencer a Megawati para que se presente a las elecciones legislativas de 1987, en las que logra un escaño. En 1993 se convierte en la máxima líder del partido y desde entonces emprende una dura oposición al gobierno de Suharto, hasta su renuncia en 1998. En las elecciones de 1999 logra el 33% de los votos, convirtiendo a su organización en el primer partido de Indonesia; en la disputa por la Presidencia del país, al interior del parlamento, Megawati se enfrenta al nuevo mandatario Jusuf Habibie, pero ante la polarización generada y el surgimiento de una tercera opción, decide declinar y apoyar la elección de Abdurrahman Wahid, quien le devuelve el respaldo al permitirle su llegada a la Vicepresidencia.

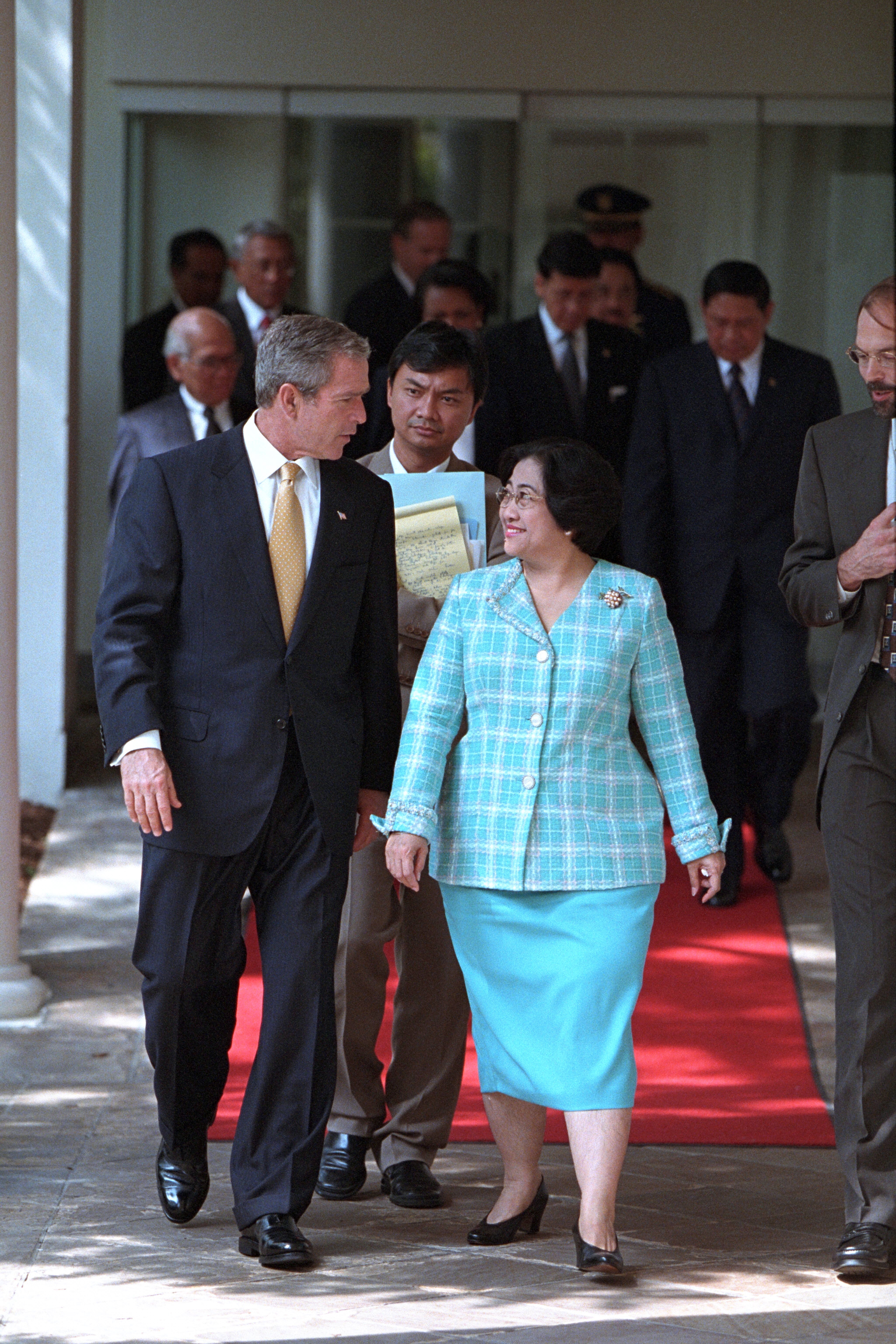
Megawati Sukarnoputri (der.) junto con George W. Bush (izq.)

Luego de participar infructuosamente en el gobierno de unidad de Wahid, decide romper relaciones con el presidente, lo que agrava la crisis política del país, que se apacigua con la renuncia de Wahid y el ascenso de Sukarnoputri a la Presidencia el 23 de julio de 2001. En 2004 pierde las elecciones presidenciales frente a Susilo Bambang Yudhoyono. 
Políticamente se sitúa en la centroderecha indonesia.

## Política Económica
Su política económica estuvo basada en la liberalización económica, y siguiendo las condiciones del Fondo Monetario Internacional y del Banco Mundial, aplicó políticas liberales. Durante su gestión se estrecharon aún más los lazos profundos con Estados Unidos, en el plano económico.